# Piotr Kurnicki
Piotr Kurnicki (ur. 16 czerwca 1899 w Antonowie na Kijowszczyźnie, zm. 3 sierpnia 1975 w Sainte-Anne-de-Bellevue w Kanadzie) – oficer WP, polski urzędnik konsularny i dyplomata.

## Życiorys
Syn Aleksandra i Felicji Ossowskiej. Członek Polskiej Organizacji Wojskowej na Ukrainie. Urzędnik polskiej służby zagranicznej, m.in. pełniący obowiązki pracownika departamentu politycznego Ministerstwa Spraw Zagranicznych (1931–1932), wicekonsula/konsula konsulatu/konsulatu generalnego w Kijowie oraz eksponenta polskiego wywiadu (placówka „Ku”) (1932–1936), prac. departamentu administracyjnego a następnie departamentu politycznego MSZ (1936–), konsula w Chuszcie (1939), I sekretarza poselstwa w Bratysławie (1939) i urzędnika konsulatu generalnego w Zagrzebiu (1939).  
Referendarz Referatu Sowieckiego w Wydziale Wschodnim MSZ w 1938 roku.
Służył w stopniu por. w II Korpusie. Urzędnik poselstwa w Bejrucie (1944–1945). Wyemigrował do Kanady (1949–). Wykładał historię rewolucji rosyjskiej w Centrum Studiów Słowiańskich na Uniwersytecie Montrealskim. Zmarł w szpitalu w Ste-Anne-de-Bellevue i pochowany na Cmentarzu Weteranów (Field of Honour) w Pointe-Claire w aglomeracji montrealskiej w Kanadzie.
W trakcie pobytu na placówce w Kijowie m.in. raportował o przykładach głodu na Ukrainie - Hołodomoru (Голодомор).

## Ordery i odznaczenia
- Srebrny Krzyż Zasługi (19 marca 1931)[2]